# 阿勒泰须鳅
阿勒泰须鳅（学名：Barbatula altayensis）为鳅科须鳅属的鱼类。在中国，分布于新疆阿勒泰市区的克朗河、属额尔齐斯河水系等。该物种的模式产地在新疆阿勒泰市区的克朗河、属额尔齐斯河水系。該物種主要棲息在河川底層水域。

## 扩展阅读
維基物種上的相關：阿勒泰须鳅